# Enkarterri
Enkarterri (in castigliano: Las Encartaciones) è una comarca della Spagna, situata nella comunità autonoma dei Paesi Baschi ed in particolare nella provincia di Biscaglia.